# Cidade Histórica Fortificada de Harar Jugol
Harar Jugol foi inscrita em 2006 como património mundial da UNESCO. É considerada "a quarta cidade santa do islão", com 82 mesquitas, três das quais datam do século X, e 102 santuários. No entanto, a mais extraordinária parte do património da cidade são os interiores das casas da cidade. O impacto das culturas africana e islâmica no desenvolvimento da arquitectura dos edifícios da cidade e no seu planeamento urbano tornaram-a única.
Localiza-se na parte este da Etiópia, rodeada por desertos e savanas. As muralhas que rodeiam esta cidade sagrada foram construídas entre os séculos XIII e XVI.